# Gromee
Gromee, pseudonimo di Andrzej Gromala (Cracovia, 14 dicembre 1978), è un disc jockey e produttore discografico polacco.
Ha rappresentato la Polonia all'Eurovision Song Contest 2018 con il brano Light Me Up, in collaborazione con il cantante svedese Lukas Meijer, non riuscendo a qualificarsi per la serata finale.

## Biografia
Nel febbraio 2018 Gromee ha preso parte a Krojowe Eliminacje 2018, il processo di selezione polacco per l'Eurovision Song Contest con il brano Light Me Up, in collaborazione con il cantante svedese Lukas Meijer. Nella serata del programma, il duo è stato proclamato vincitore del programma, avendo ottenuto il massimo dei punteggi da parte del pubblico e terzi dalle giurie. Questo ha concesso a loro il diritto di rappresentare la Polonia all'Eurovision Song Contest 2018, a Lisbona.
Il duo si è esibito nella seconda semifinale della manifestazione, mancando la qualificazione alla finale, classificandosi quattordicesimi con 81 punti.

## Discografia

### Album in studio
- 2018 – Chapter One

### EP
- 2022 – Tiny Sparks

### Singoli
- 2011 – Open Up Your Heart (feat. Jayden Felder)
- 2012 – You Make Me Say (feat. Tommy Gunn & Ali Tennant)
- 2012 – Live for the Light (feat. Ali Tennant)
- 2012 – Hurricane (feat. Terri B)
- 2013 – Gravity (feat. Andreas Moe)
- 2013 – All Night (feat. WurlD)
- 2014 – Live Forever (feat. Anderz Wrethov)
- 2015 – Follow You (feat. WurlD)
- 2015 – 2BA
- 2015 – Who Do You Love (feat. WurlD)
- 2016 – Fearless (feat. May-Britt Scheffer & Raz Nitzan)
- 2016 – Spirit (feat. Mahan Moin)
- 2017 – All Night 2017 (feat. WurlD)
- 2017 – Runaway (feat. Mahan Moin)
- 2017 – Without You (feat. Lukas Meijer)
- 2017 – Zaśnieżone miasta (feat. Sound'n'Grace)
- 2018 – Light Me Up (feat. Lukas Meijer)
- 2018 – One Last Time (feat. Jesper Jenset)
- 2019 – Love Me Now (feat. WurlD e Devvon Terrell)
- 2019 – Górą Ty (con Golec uOrkiestra feat. Bedoes 2115)
- 2019 – Love You Better
- 2019 – Król (feat. Edyta Górniak)
- 2019 – Share the Joy
- 2020 – Sweet Emotions (feat. Jesper Jenset)
- 2020 – Powiedz mi (kto w tych oczach mieszka) (feat. Ania e Abradab)
- 2020 – Worth It (feat. Ásdís)
- 2021 – Cool Me Down (feat Inna)